# Ahvenistonlampi
Ahvenistonlampi är en sjö i kommunen Kouvola i landskapet Kymmenedalen i Finland. Arean är 36 hektar och strandlinjen är 2,42 kilometer lång. Sjön  ingår i Kymmene älvs huvudavrinningsområde.   Den ligger omkring 76 kilometer norr om Kotka och omkring 140 kilometer nordöst om Helsingfors. 